# Kieran Foley
Kieran Foley (ur. 14 lutego 1958) – irlandzki judoka. Olimpijczyk z Los Angeles 1984, gdzie zajął dziewiętnaste miejsce w wadze lekkiej.
Uczestnik mistrzostw świata w 1981, 1985, 1987, 1989 i 1991. Startował w Pucharze Świata w 1995 roku. Uczestnik zawodów międzynarodowych.

## Letnie Igrzyska Olimpijskie 1984
| Konkurencja | Eliminacje              | Repasaże            | Repasaże                    | Klas. końcowa |
| Konkurencja | Przeciwnik I            | Przeciwnik I        | Przeciwnik II               | Miejsce       |
| ----------- | ----------------------- | ------------------- | --------------------------- | ------------- |
| 71 kg       | Ahn Byeong-keun (KOR) P | Juan Vargas (ESA) Z | Hidetoshi Nakanishi (JPN) P | 19.           |